# Venarotta
Venarotta là một đô thị ở tỉnh Ascoli Piceno ở vùngMarche, cách khoảng 80 km về phía nam của Ancona và khoảng8 km về phía tây bắc của Ascoli Piceno. Đến thời điểm ngày 31 tháng 12 năm 2004, đô thị này có dân số là 2.249 người và diện tích là 30.0 km².
Venarotta giáp các đô thị: Ascoli Piceno, Force, Palmiano, Roccafluvione, Rotella.